# Salems kommun
Salems kommun är en kommun i Stockholms län. Centralort är Salem, som ur statistiskt hänseende räknas som en del av tätorten Tumba. Kommunen är en del av Storstockholm.
Salems kommun, belägen i nordvästra delen av Södertörn, karaktäriseras av det sprickdalslandskap som präglar halvön som helhet. Bornsjön, Salems största sjö (förutom Mälaren), är naturskyddad och fungerar som en reservvattentäkt för Stockholm. 
Salem är en utpräglad tjänste- och servicekommun där kommunen själv var den största arbetsgivaren 2022. Den största privata arbetsgivaren samma år var Pysslingen förskolor och skolor AB. Endast cirka 1,5 procent av arbetstillfällena i kommunen fanns inom tillverkningsindustrin. 
Sedan kommunen bildades 1983 har befolkningstrenden varit positiv. Salems kommun styrdes av de borgerliga partierna  från bildandet till 2023. Då skedde  ett historiskt maktskifte, då det var första gången sedan kommunbildandet som en socialdemokrat är kommunstyrelsens ordförande. Tidigare har posten innehafts av Moderaterna.

## Administrativ historik
Kommunens område motsvarar Salems socken, där Salems landskommun bildades vid kommunreformen 1862.
Rönninge municipalsamhälle inrättades 29 januari 1915 och upplöstes vid utgången av 1957. 
Kommunreformen 1952 påverkade inte indelningarna inom området.
Salems kommun bildades i en första version vid kommunreformen 1971 genom en ombildning av Salems landskommun. 1974 uppgick denna i Botkyrka kommun samtidigt som en del i nordväst omfattande 10,4 kvadratkilometer, varav land 9,3 och med 249 invånare, övergick till Södertälje kommun. Ur Botkyrka kommun utbröts 1983 området motsvarande Salems landskommun exklusive området överfört till Södertälje och återbildades som Salems kommun.
Kommunen ingick  till 2007 i Huddinge domsaga. Sedan 2007 ingår kommunen i Södertälje domsaga.

## Geografi
Kommunen är belägen på ön Södertörn i de nordöstra delarna av landskapet Södermanland, vid sjön Mälarens södra strand. Salems kommun gränsar i norr och nordöst till Ekerö kommun (maritim gräns), i öster och söder till Botkyrka kommun samt i väster till Södertälje kommun, alla i Stockholms län.

### Topografi och hydrografi
Salems kommun, beläget på nordvästra delen av Södertörn, presenterar det karaktäristiska sprickdalslandskapet som präglar halvön som helhet. Berggrunden är huvudsakligen uppbyggd av gnejs och granit, med inslag av röd mälarsandsten. Morän täcker höjderna och många områden har kalspolade hällar.
Sänkorna är täckta av lerslätter, avlagrade under Östersjöns tidigare utvecklingsstadier när området var havsbotten. Bornsjön, Salems största sjö (förutom Mälaren), är naturskyddad och fungerar som en reservvattentäkt för Stockholm. Vid östsidan av sjön gränsar kommunen till en biås av Uppsalaåsen.

### Naturskydd
Bland naturreservat i Salems kommun återfinns bland annat Bornsjöns naturreservat och Garnuddens naturreservat.
I den så kallade Mångfaldseken vid Bornsjön hittades 26 skalbaggar, 28 lavar, 14 mossor och 8 svampar vid en investering 2010. Av dessa var fem arter rödlistade.

### Administrativ indelning

#### För befolkningsrapportering
Fram till 2016 var kommunen för befolkningsrapportering indelad i en enda församling: Salems församling
Från 2016 indelas kommunen i ett enda distrikt, Salems distrikt.

#### Kommundelar
- Salem
- Rönninge

### Tätorter
Bebyggelsen i kommun ingår till största delen i tätorten Tumba med bostadsområdena Rönninge, Salem och Söderby
År 2020 bodde 98,9 procent av kommunens invånare i någon av kommunens tätorter, vilket var lägre än motsvarande siffra för riket där genomsnittet var 87,6 procent. Vid Statistiska centralbyråns tätortsavgränsning 2020 fanns det två tätorter i Salems kommun:
| Tätort                 | Befolkning |
| ---------------------- | ---------- |
| Tumba*                 | 16 780     |
| Viksäter och Viksberg* | 0          |

- Del av tätorten ligger inom kommunens gränser. Folkmängden avser den del som finns i Salems kommun.

## Styre och politik

### Styre
Salems kommun styrdes av de borgerliga partierna Centerpartiet, Kristdemokraterna, Liberalerna och Moderaterna från kommunen bildades den 1 januari 1983 till 2023. Under hösten 2023 meddelade dock först Liberalerna och sen Centerpartiet att de lämnade koalitionen. Några veckor senare meddelade de båda partierna att de valt att gå samman med det lokala Rönningepartiet och Socialdemokraterna för att bilda ett nytt styre. Således blev det ett historiskt maktskifte. Det är första gången sen kommunbildandet som en socialdemokrat är kommunstyrelsens ordförande. Tidigare har posten innehaft av  Moderaterna.
| januari 1983-oktober 2023 | M | L | C | KD |
| november 2023-            | S | R | C | L  |

### Kommunfullmäktige

#### Presidium
| Presidium november 2023–2026 | Presidium november 2023–2026 | Presidium november 2023–2026 |
| ---------------------------- | ---------------------------- | ---------------------------- |
| Ordförande                   | S                            | Lisa Källberg Vittikko       |
| Förste vice ordförande       | S                            | Björn Wivallius              |
| Andre vice ordförande        | M                            | Andreas Lundvall             |

Källa:

#### Mandatfördelning 1982–2022
Sedan det första kommunvalet 1982 har det största partiet varit antingen moderaterna eller socialdemokraterna. Moderaterna var det största partiet i kommunen i samtliga val förutom valen 1982 och 1994, då socialdemokraterna var det största partiet. Inget parti i kommunfullmäktige har någonsin haft egen majoritet.
| 2 | 12 | 5 | 2 | 10 |

| 18 | 13 |

| 2 | 10 | 3 | 4 | 12 |

| 20 | 11 |

| 2 | 10 |  | 4 | 4 | 10 |

| 18 | 13 |

| 2 | 9 |  | 3 | 5 |  | 10 |

| 20 | 11 |

| 2 | 11 | 2 | 2 | 3 |  | 10 |

| 17 | 14 |

| 2 | 10 |  |  | 2 | 2 | 13 |

| 18 | 13 |

| 2 | 9 |  | 2 | 4 | 2 | 11 |

| 19 | 12 |

|  | 8 | 2 | 2 | 3 |  | 14 |

| 18 | 13 |

|  | 7 | 2 |  | 2 |  | 3 |  | 13 |

| 20 | 11 |

|  | 7 | 2 | 2 | 3 | 2 | 2 |  | 11 |

| 19 | 12 |

|  | 7 |  | 3 | 3 | 2 | 2 |  | 11 |

| 16 | 15 |

| 2 | 7 | 3 | 3 | 2 | 2 |  | 11 |

| 18 | 13 |

### Nämnder

#### Kommunstyrelse
Totalt har kommunstyrelsen 11 ledamöter, varav fyra tillhör Moderaterna, två tillhör Socialdemokraterna medan Centerpartiet, Liberalerna, Sverigedemokraterna, Vänsterpartiet och Rönningepartiet har en ledamot vardera.
Kommunalrådet är Arne Närström kommunens enda heltidsarvoderade politiker, medan oppositionsrådet Rickard Livén arbetar halvtid.
| Presidium 2023–2026    | Presidium 2023–2026 | Presidium 2023–2026 |
| ---------------------- | ------------------- | ------------------- |
| Ordförande             | S                   | Arne Närström       |
| Förste vice ordförande | C                   | Wictoria Berglund   |
| Andre vice ordförande  | M                   | Rickard Livén       |

#### Lista över kommunstyrelsens ordförande
- Christian Öhlin, Moderaterna, 1 januari 1983–1998[21]
- Lennart Kalderén, Moderaterna, 1 januari 1999–27 februari 2022[22][23][24]
- Richard Livén, Moderaterna, 28 februari 2022–22 november 2023[25][24][26]
- Arne Närström, Socialdemokraterna, 23 november 2023–[26]

Denna lista hämtas från Wikidata. Informationen kan ändras där.

#### Övriga nämnder
Avser mandatperioden 2022–2026.
| Nämnd                        | Ordförande | Ordförande        | Vice ordförande | Vice ordförande        | Andre vice ordförande | Andre vice ordförande |
| ---------------------------- | ---------- | ----------------- | --------------- | ---------------------- | --------------------- | --------------------- |
| Barn- och utbildningsnämnden | S          | Martin Lange      | L               | Åsa Dahl               | M                     | Björn Odelius         |
| Bygg- och miljönämnden       | R          | Anders Klerkefors | S               | Lisa Källberg Vittikko | M                     | Björn Kvist           |
| Kultur- och fritidsnämnden   | L          | Johanna Liljedahl | R               | Michael Lindahl        | M                     | Andreas Lundvall      |
| Socialnämnden                | S          | Andreas Dahl      | C               | Anna-Helena Brandt     | M                     | Elisabeth Bovin-Exner |
| Valnämnden                   | S          | Ray Olsson        | L               | Berith Eriksson        | M                     | Ulf Malmström         |
| Krisledningsnämnden          | S          | Arne Närström     | M               | Rickard Livén          | C                     | Victoria Berglund     |
| Tekniska nämnden             | C          | Raili Nilsson     | S               | Leutrim Kadriu         | M                     | Rickard Livén         |

## Ekonomi och infrastruktur

### Näringsliv
I den utpräglade tjänste- och servicekommunen Salem var kommunen själv den största arbetsgivaren med 1 475 anställda (2022). Den största privata arbetsgivaren samma år var Pysslingen förskolor och skolor AB med 125 anställda.
Omkring 1,5 procent av arbetstillfällena i kommunen återfanns inom tillverkningsindustrin. Av de företag som fanns i kommunen var ungefär hälften enmansföretag. Ungefär fem procent av samtliga företag hade mer än 20 anställda, bland dessa fanns ett flertal varuhandelsföretag.

### Infrastruktur

#### Transporter
De södra delarna av kommunen genomkorsas från öster till väster av E4/E20 samt av Västra stambanan som trafikeras av Stockholms pendeltåg med stopp i Rönninge.

#### Utbildning
År 2018 fanns fem kommunala grundskolor och tre fristående. Bland de fristående hade en skola även högstadium, Söderby friskola. Samma år fanns ett kommunalt gymnasium: Rönninge gymnasium.
Enligt statistik från Statistiska centralbyrån (SCB) för 2014 för åldersgruppen mellan 16 och 74 så hade 18,6 procent av befolkningen utbildning till förgymnasial nivå, 36,6 procent hade gymnasial utbildning, 14,4 procent hade  eftergymnasial utbildning mindre än tre år, och 19,6 procent hade eftergymnasial utbildning på tre år eller mer, och 1,5 procent hade utbildat sig till forskarnivå.

## Befolkning

### Demografi

#### Statistik
Den 31 december 2014 utgjorde antalet invånare i Salem 16 140. Salem är en ung kommun, 35% av befolkningen är mellan 0 och 24 år, medan 47,8% av befolkningen är mellan 24 och 64 år, endast 17,2% av befolkningen är +65 år.

#### Befolkningsutveckling
Kommunen har 17 507 invånare (31 december 2024), vilket placerar den på 137:e plats avseende folkmängd bland Sveriges kommuner.
| Befolkningsutvecklingen i Salems kommun 1968–2020 | Befolkningsutvecklingen i Salems kommun 1968–2020 | Befolkningsutvecklingen i Salems kommun 1968–2020 | Befolkningsutvecklingen i Salems kommun 1968–2020 | Befolkningsutvecklingen i Salems kommun 1968–2020 |
| ------------------------------------------------- | ------------------------------------------------- | ------------------------------------------------- | ------------------------------------------------- | ------------------------------------------------- |
|                                                   |                                                   |                                                   |                                                   |                                                   |
| År                                                |                                                   |                                                   | Folkmängd                                         |                                                   |
| 1968                                              | 1968                                              |                                                   | 6 415                                             |                                                   |
| 1975                                              | 1975                                              |                                                   | 12 703                                            |                                                   |
| 1980                                              | 1980                                              |                                                   | 12 879                                            |                                                   |
| 1985                                              | 1985                                              |                                                   | 12 370                                            |                                                   |
| 1990                                              | 1990                                              |                                                   | 12 478                                            |                                                   |
| 1995                                              | 1995                                              |                                                   | 12 871                                            |                                                   |
| 2000                                              | 2000                                              |                                                   | 13 766                                            |                                                   |
| 2005                                              | 2005                                              |                                                   | 14 344                                            |                                                   |
| 2010                                              | 2010                                              |                                                   | 15 391                                            |                                                   |
| 2015                                              | 2015                                              |                                                   | 16 426                                            |                                                   |
| 2020                                              | 2020                                              |                                                   | 16 959                                            |                                                   |

#### Utländsk bakgrund
Den 31 december 2018 utgjorde antalet invånare med utländsk bakgrund (utrikes födda personer samt inrikes födda med två utrikes födda föräldrar) 4 818, eller 28,70 % av befolkningen (hela befolkningen: 16 786 den 31 december 2018). Den 31 december 2002 utgjorde antalet invånare med utländsk bakgrund enligt samma definition 2 468, eller 17,79 % av befolkningen (hela befolkningen: 7 573 den 31 december 2002). Den 31 december 2015 utgjorde folkmängden i Salems kommun 16 426 personer. Av dessa var 2 960 personer (18,02 %) födda i ett annat land än Sverige.

#### Invånare efter de vanligaste födelseländerna
Följande länder är de 10 vanligaste födelseländerna för befolkningen i Salems kommun.
| Nr | Födelseland | Antal  | Andel (%) | Andel i hela riket |
| -- | ----------- | ------ | --------- | ------------------ |
| 1  | Sverige     | 13 388 | 77,16     | 79,61              |
| 2  | Irak        | 514    | 2,96      | 1,40               |
| 3  | Syrien      | 374    | 2,16      | 1,88               |
| 4  | Finland     | 362    | 2,09      | 1,26               |
| 5  | Polen       | 252    | 1,45      | 0,94               |
| 6  | Chile       | 118    | 0,68      | 0,26               |
| 7  | Libanon     | 109    | 0,63      | 0,28               |
| 8  | Thailand    | 87     | 0,50      | 0,43               |
| 9  | Afghanistan | 81     | 0,47      | 0,62               |
| 10 | Ryssland    | 79     | 0,46      | 0,24               |

## Kultur

### Museum

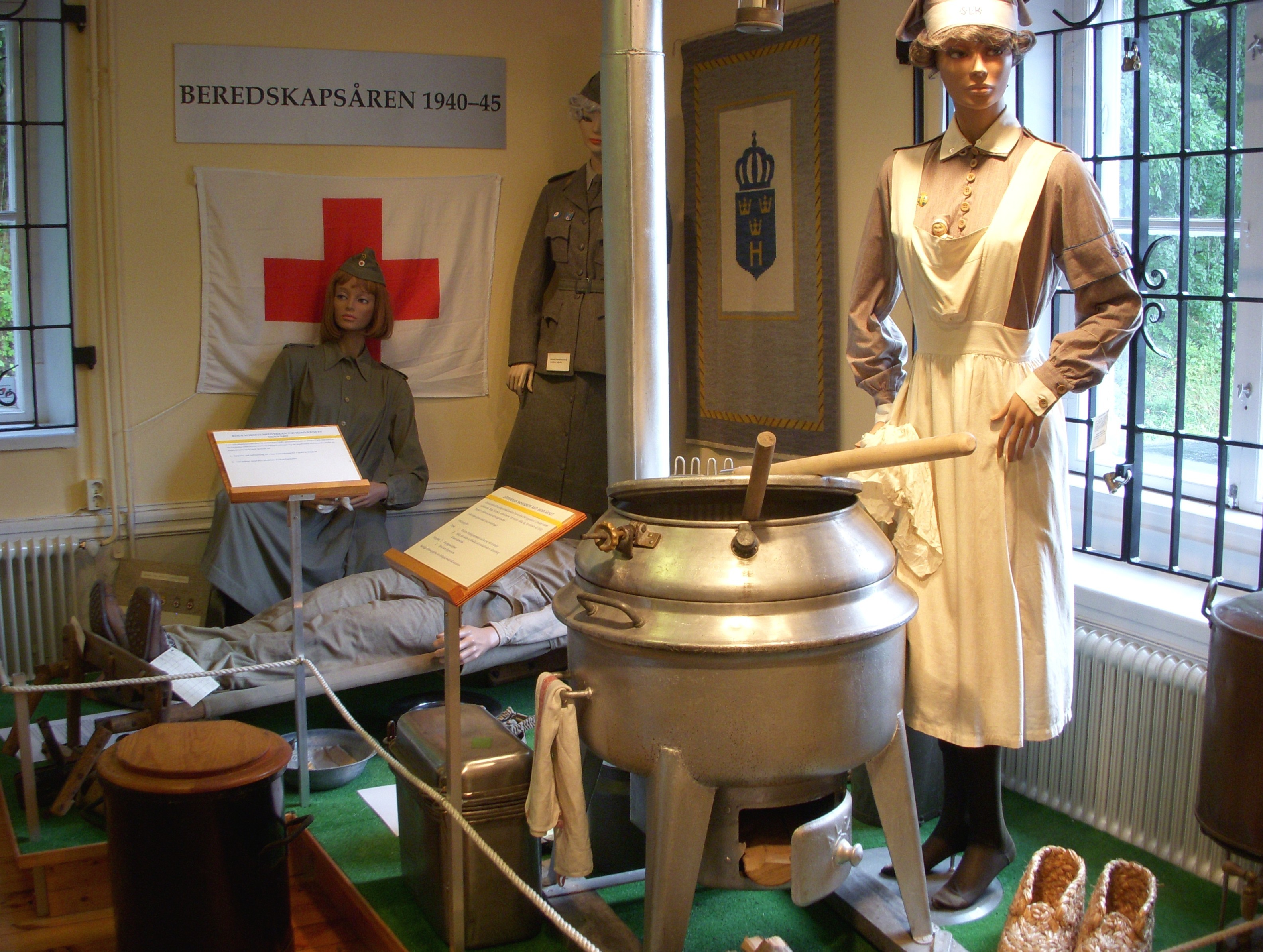
Hemvärnsmuseet.

År 2023 fanns två museum i Salems kommun Hemvärnsmuseet i Hemvärnets Stridsskolor i Vällinge och Salems hembygdsmuseum i Villa Skönvik.

### Kulturarv
I samband med planeringen för Norsborgs vattenverk med tillhörande vattentäkter köpte Stockholms stad 1899 det dittills största markområdet utanför tullarna. I ett slag förvärvade man egendomarna Bergaholm, Fågelsta, och Vällinge i Salem samt Norsborg och Sturehov i Botkyrka socken. Tillsammans utgjorde dessa en jordareal på cirka 3 000 hektar. Med köpen 1903 och 1908, där bland annat Skårby gård ingick fick man även kontroll över stränderna runt Bornsjön. Sedan dess sköter Stockholm Vatten (tidigare Stockholms Vattenledningsverk) egendomarna kring Bornsjön.

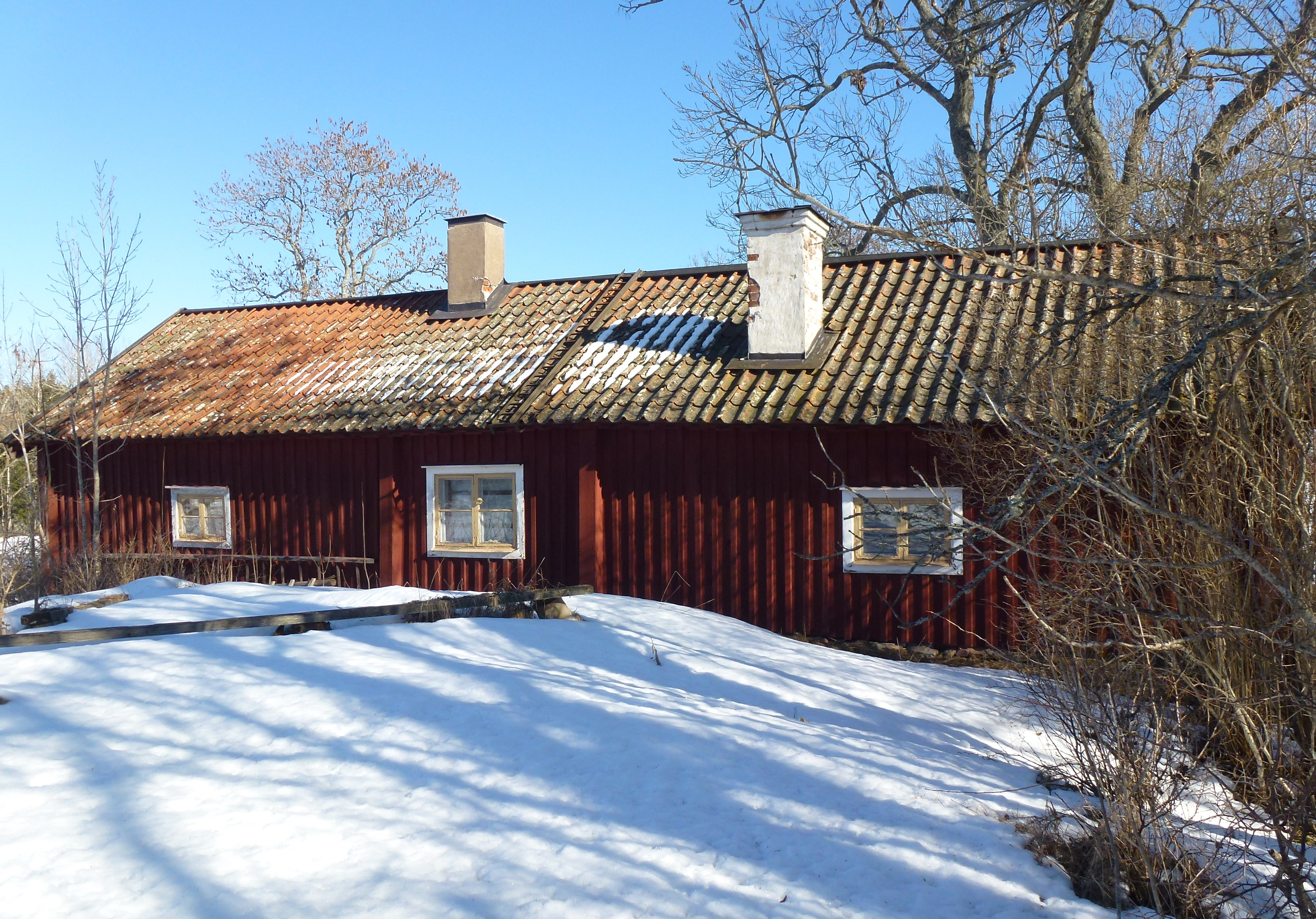
Lundby parstuga, kommunens enda byggnadsminne.

Bland gårdar och torp i Salems kommun utmärker sig Lundby parstuga. Den härrör från 1600-talets slut eller 1700-talets början och är den bäst bevarade av sin byggnadstyp i Stockholmsområdet. Bebyggelsen är sedan 1993 kommunens enda byggnadsminne. Enligt Stockholms läns museum "har de unika allmogebyggnaderna vid Lundby ett mycket högt kulturhistoriskt värde".

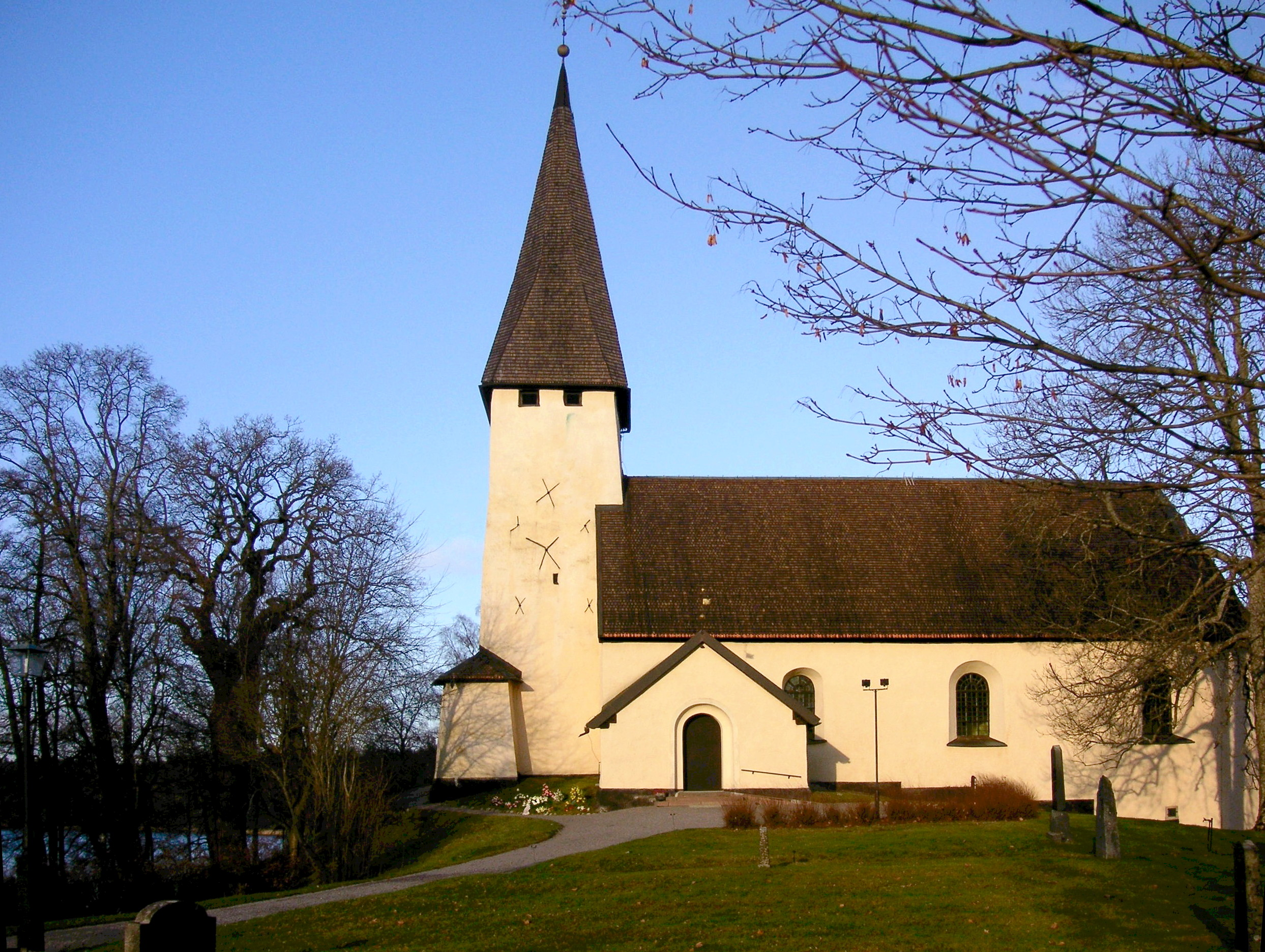
Salems kyrka.

Andra byggnader och anläggningar av kulturhistoriskt intresse är exempelvis Bornö gård, Högantorps gård, Ladviks gård, Bockholmssättra och Söderby sjukhus.
Bland fornlämningar i kommunen kan nämnas runstenarna Oxelbystenen, Bergaholmsstenen och Söderbystenen. Den sistnämnda återfinns på Söderby fornminnesområde i närheten av Sankt Botvids källa. Vid Ladvik finns Ladviks hällristning att beskåda.
På Männö udd finns ruinerna efter fornborgen Männö borg. En annan ruin är frälsegården Häggelunda som ursprungligen uppfördes på 1300-talet.

### Kommunvapen
Blasonering: I fält av guld tre gröna murgröneblad, ordnade två och ett, samt därunder en av en vågskura bildad grön stam, belagd med en fisk av guld med röda fenor.
Salems kommunvapen fastställdes av Kungl. Maj:t år 1954 för den dåvarande landskommunen. 1974 upphörde kommunen och därmed vapnets giltighet. Sedan Salems kommun nybildats kunde vapnet registreras för den nya kommunen år 1983.

## Galleri

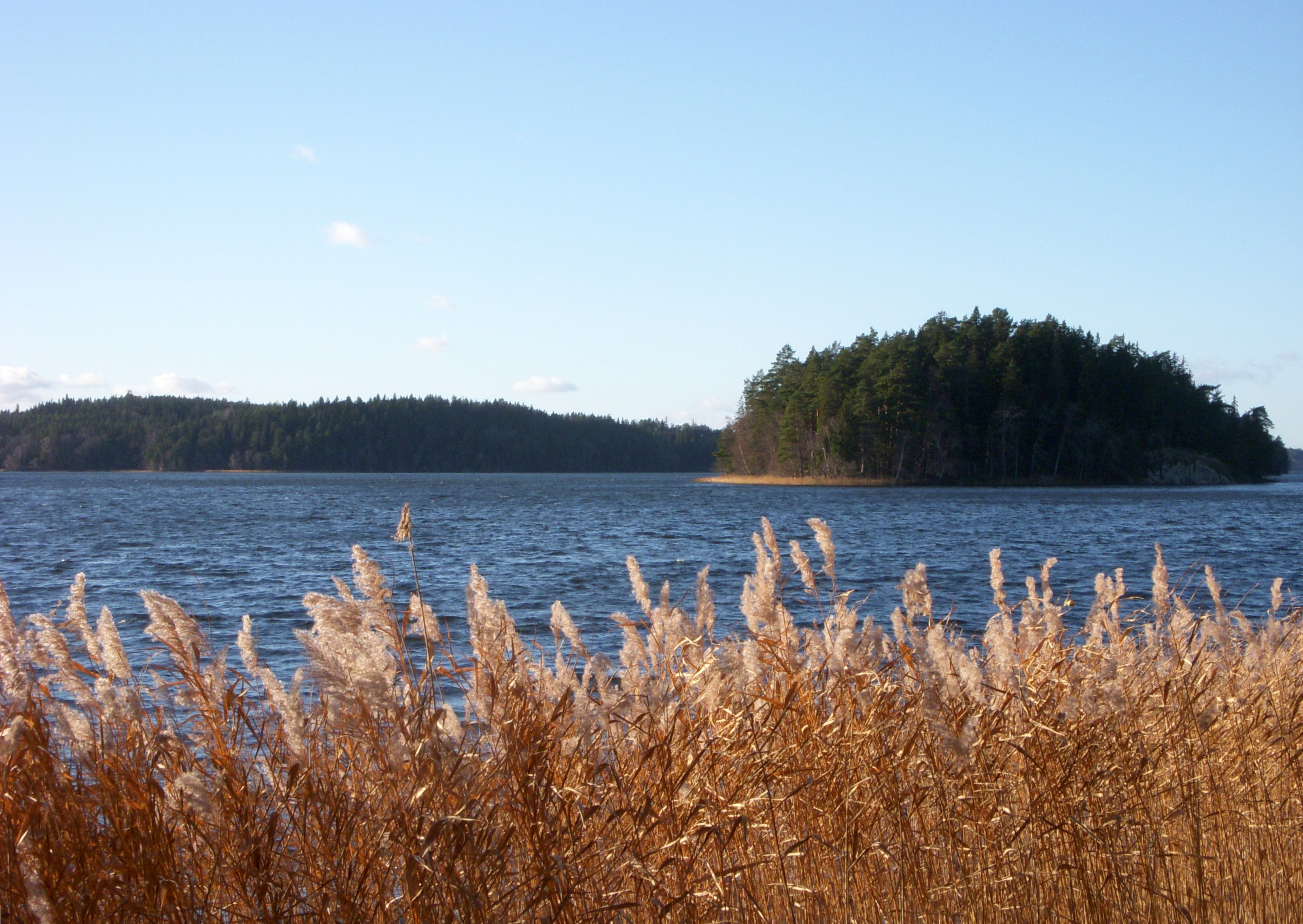
Bornsjön
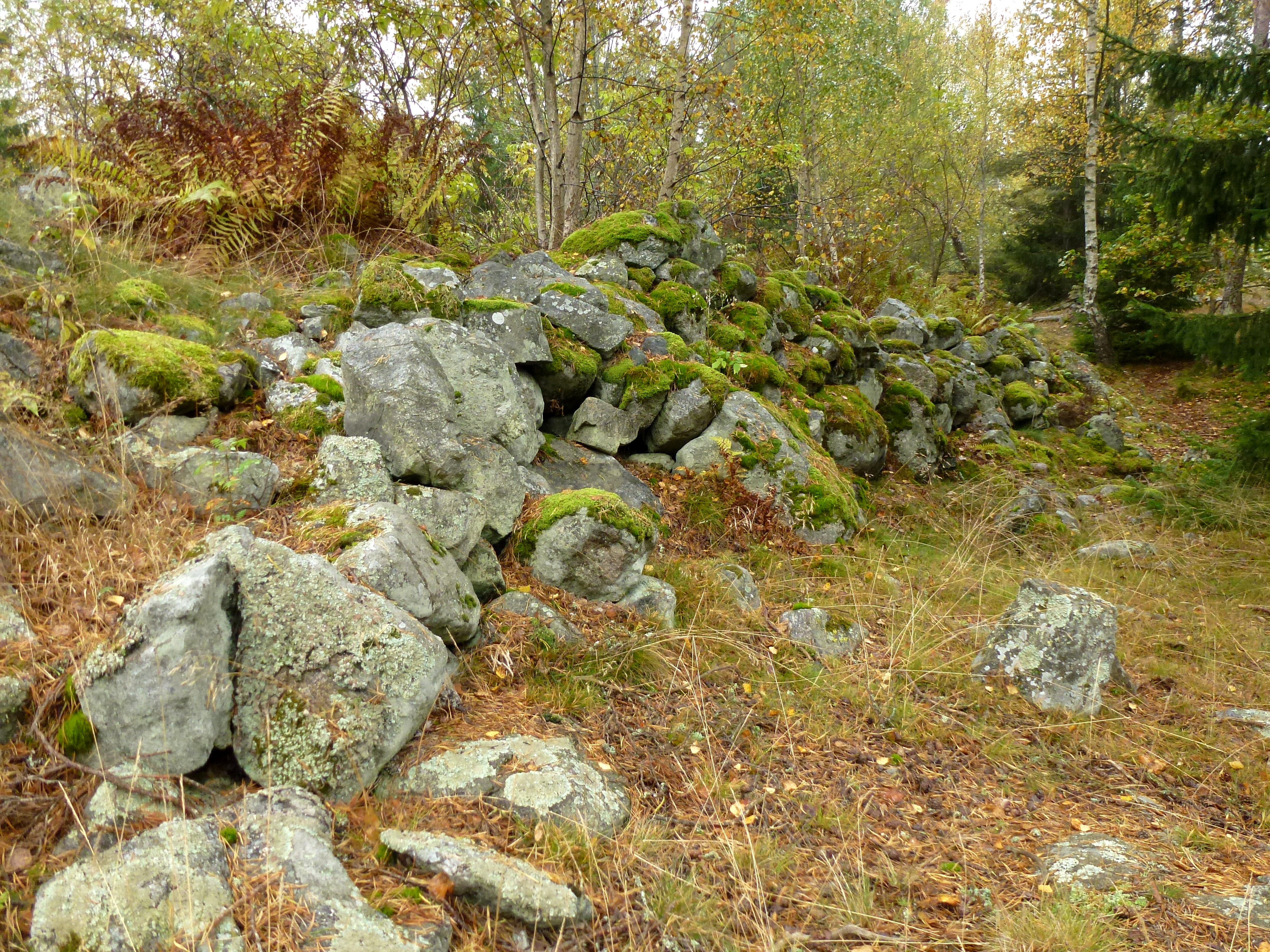
Männö borg
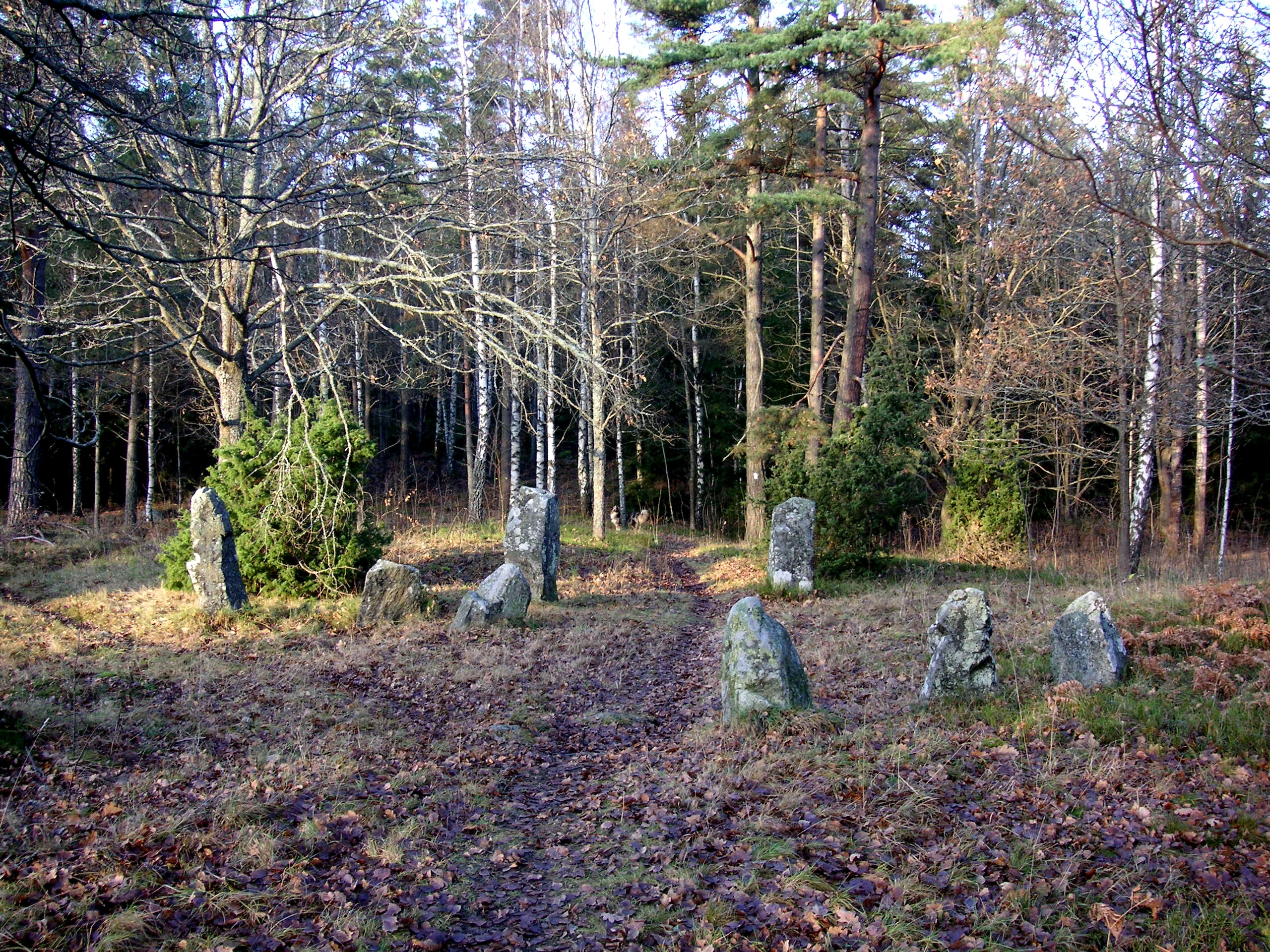
Järnåldersgrav vid Bergaholm
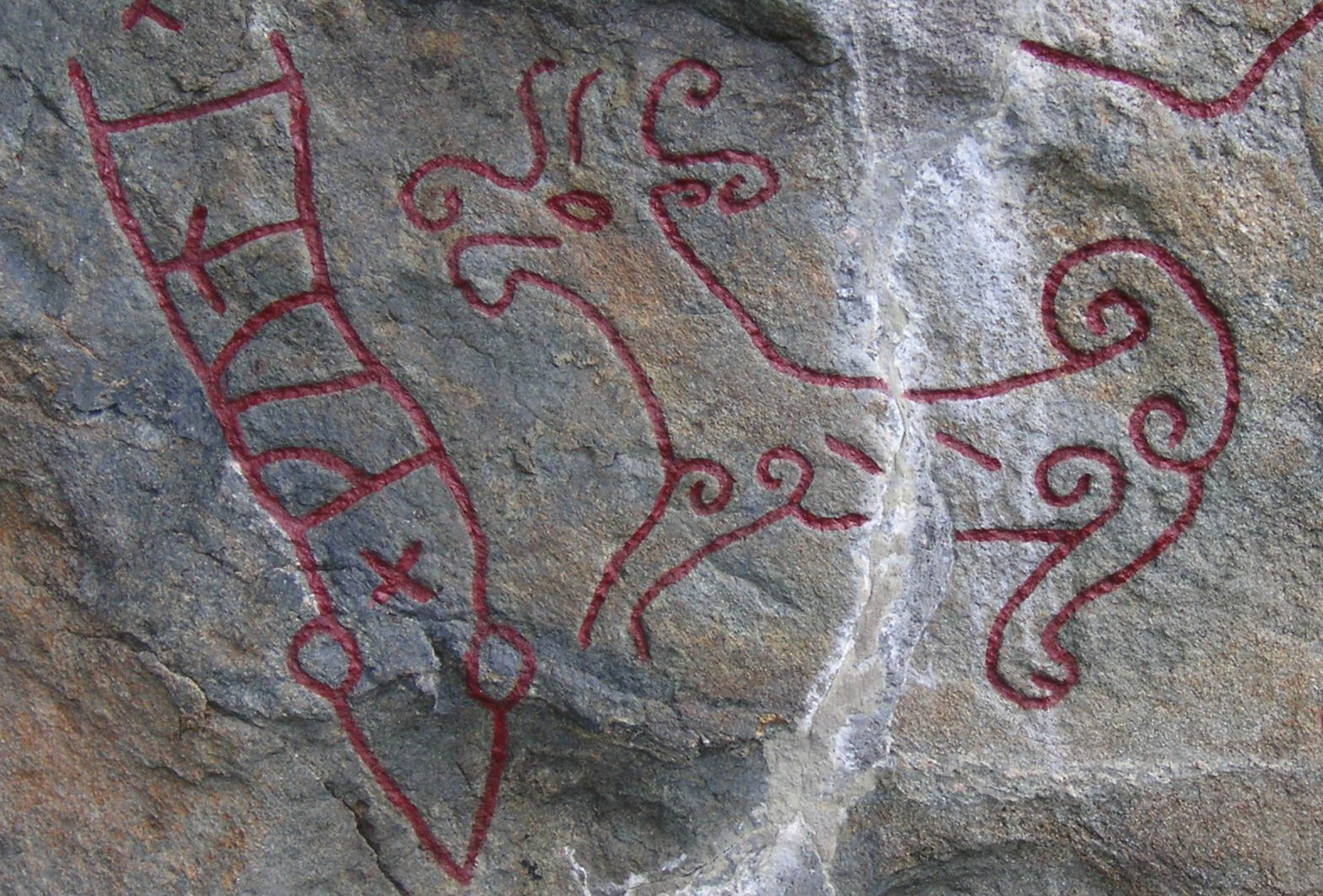
Oxelbystenen, detalj
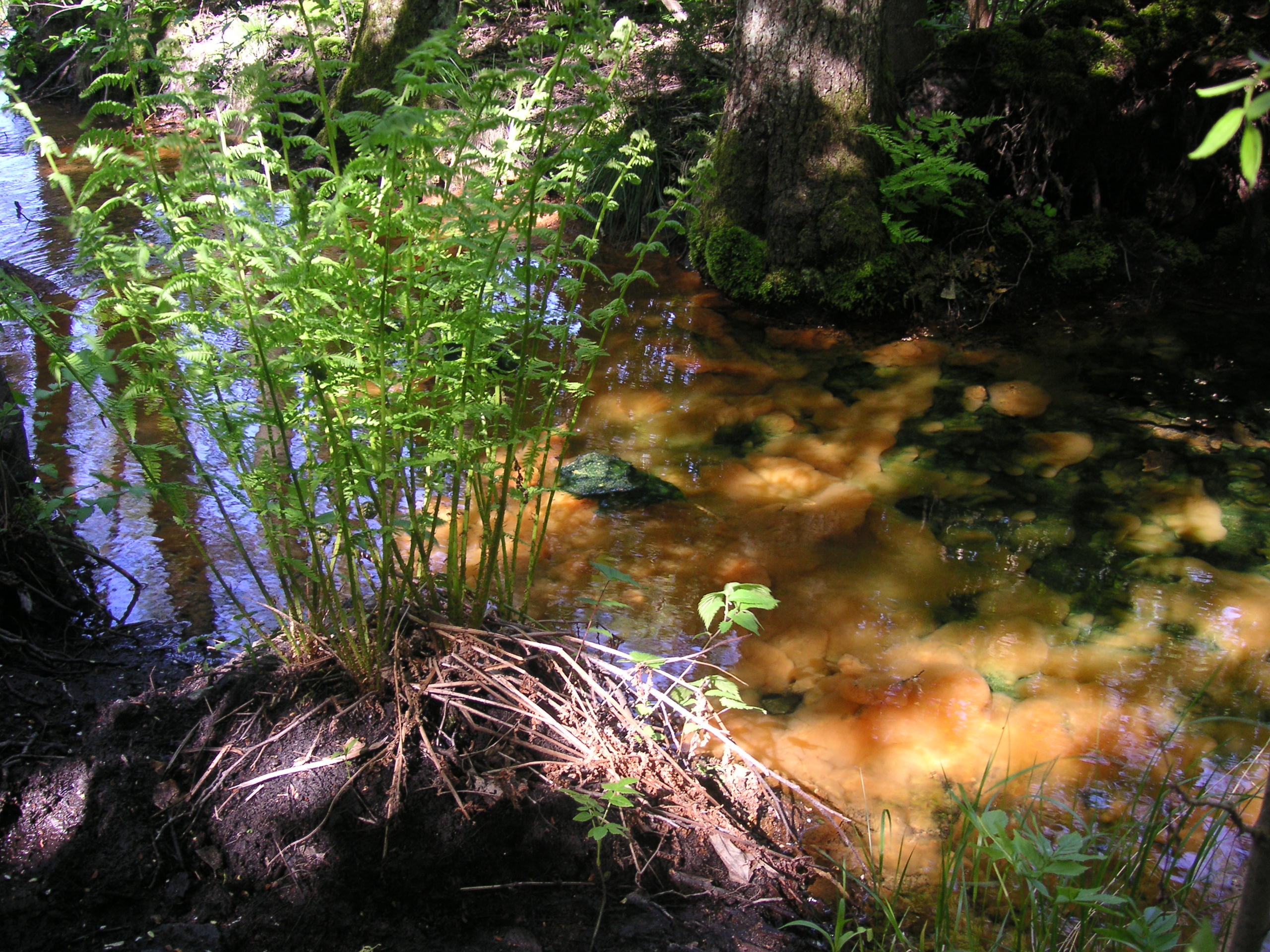
Sankt Botvids källa

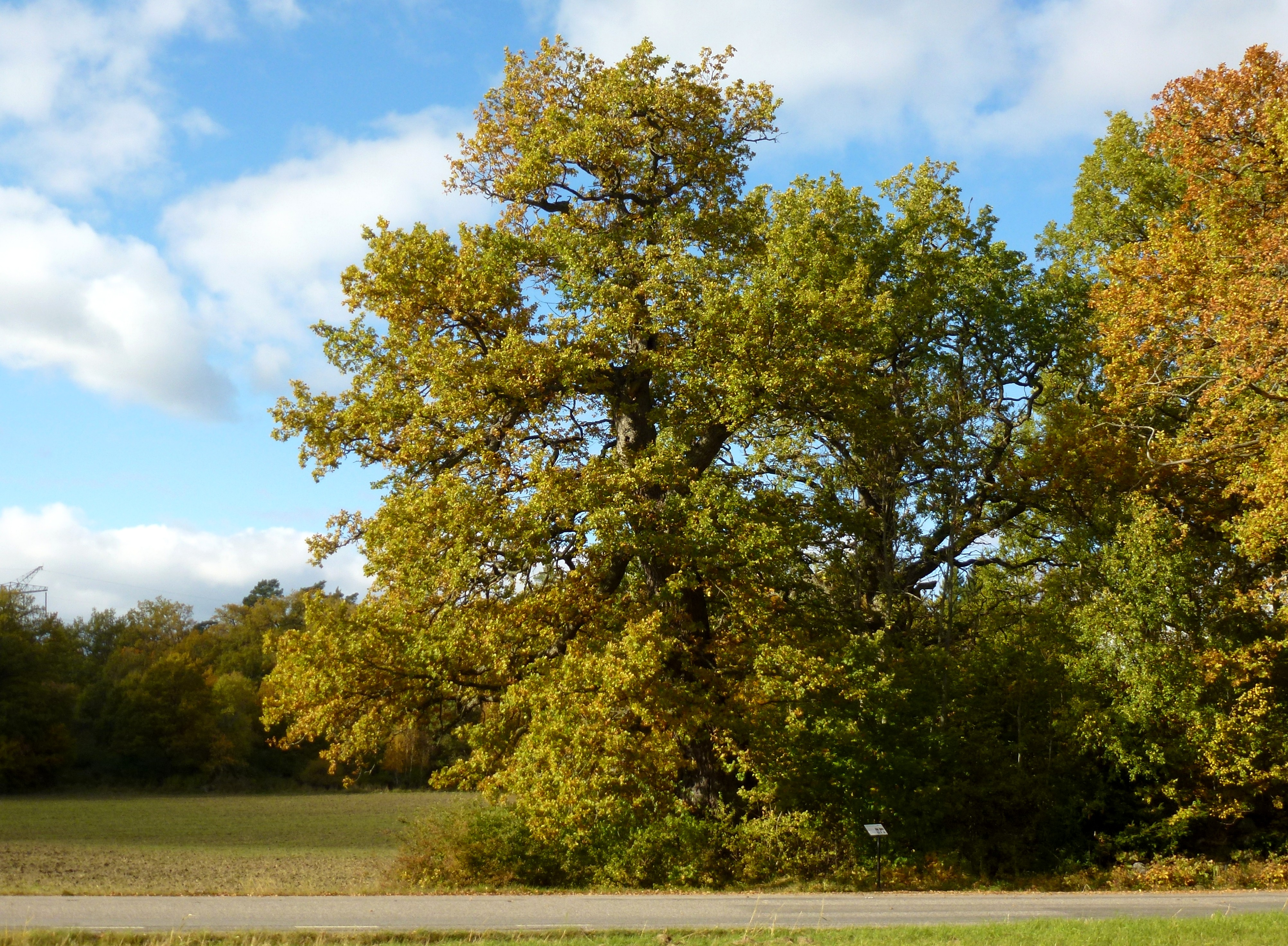
Mångfaldseken
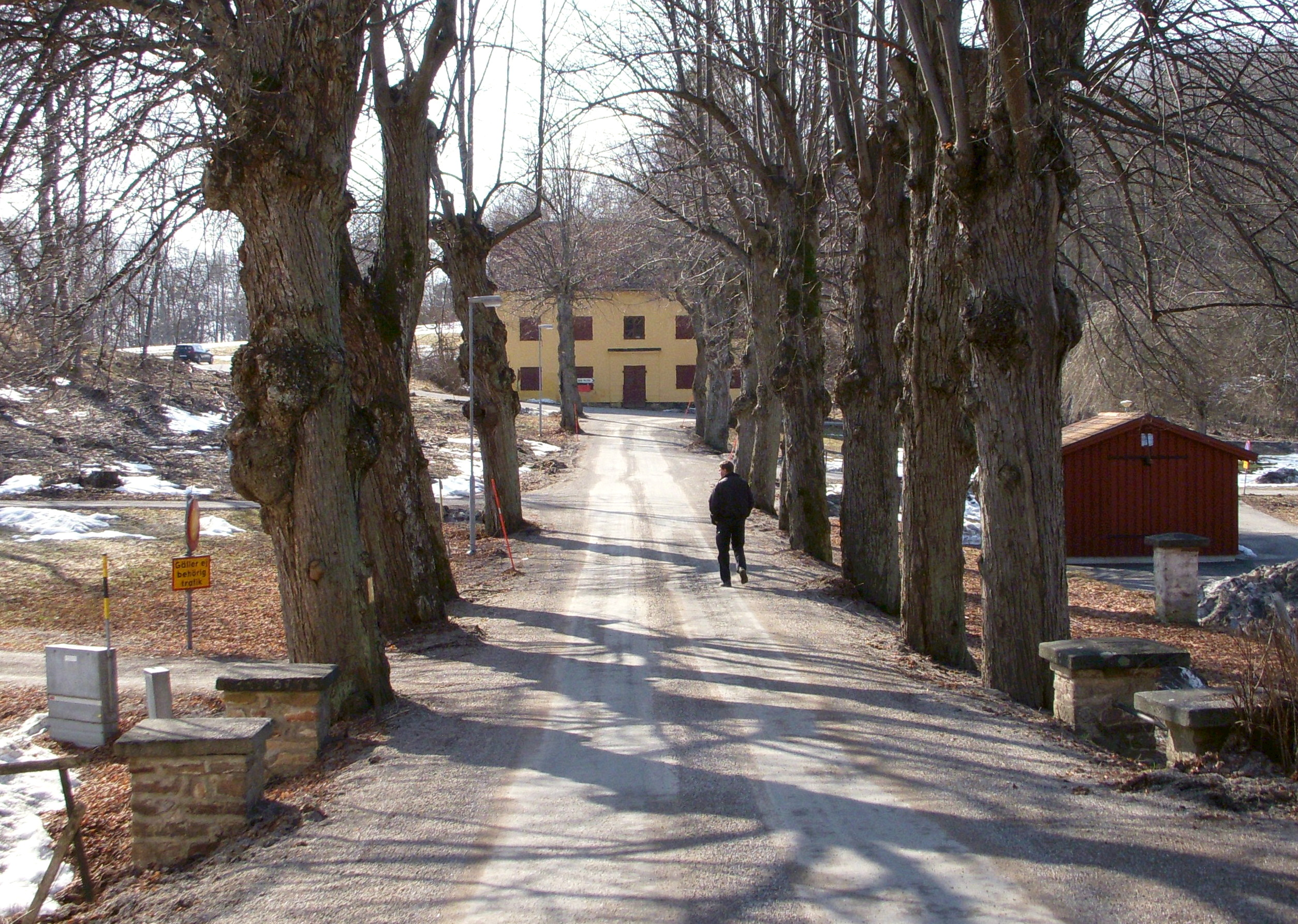
Vällinge allé
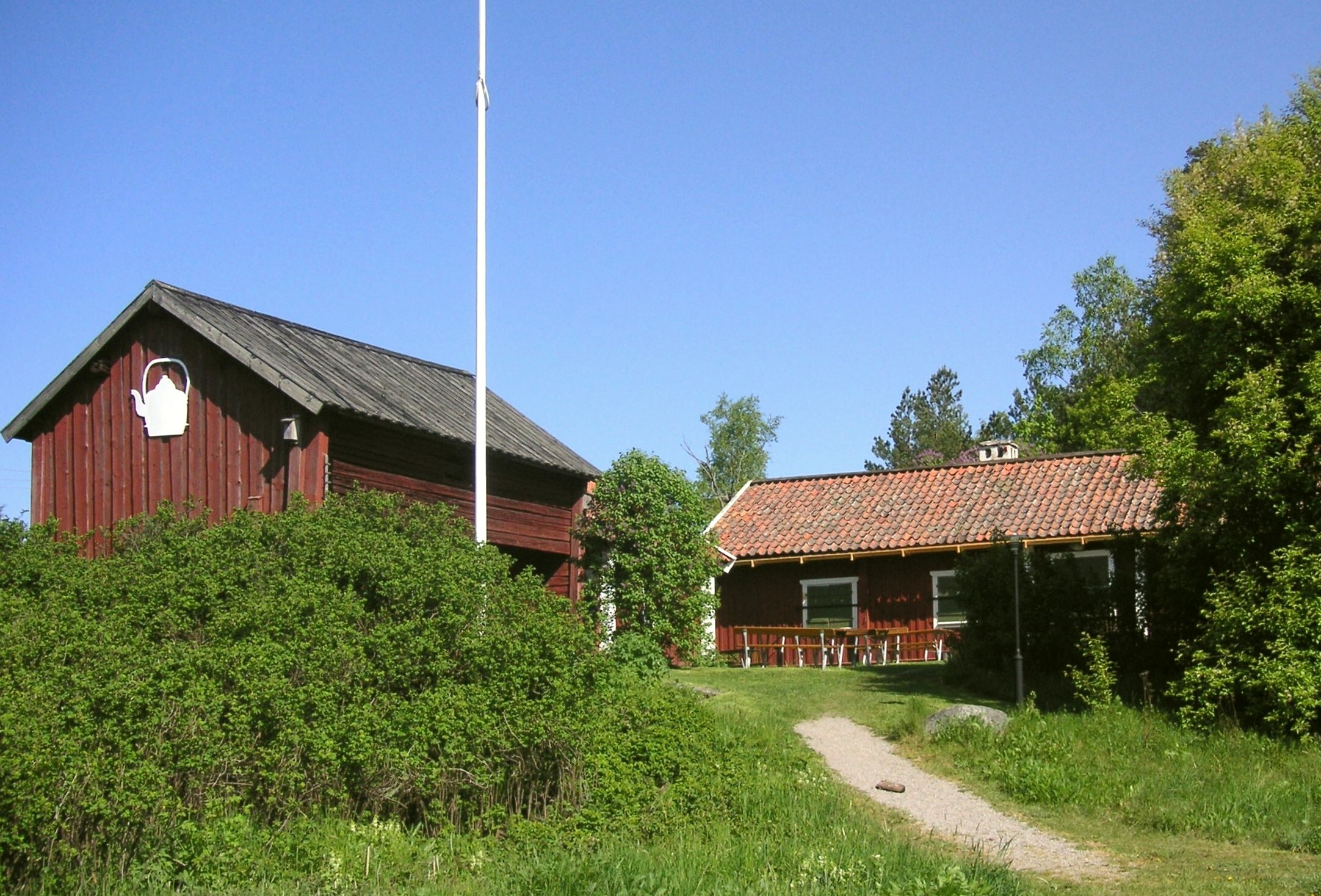
Nedre Söderby
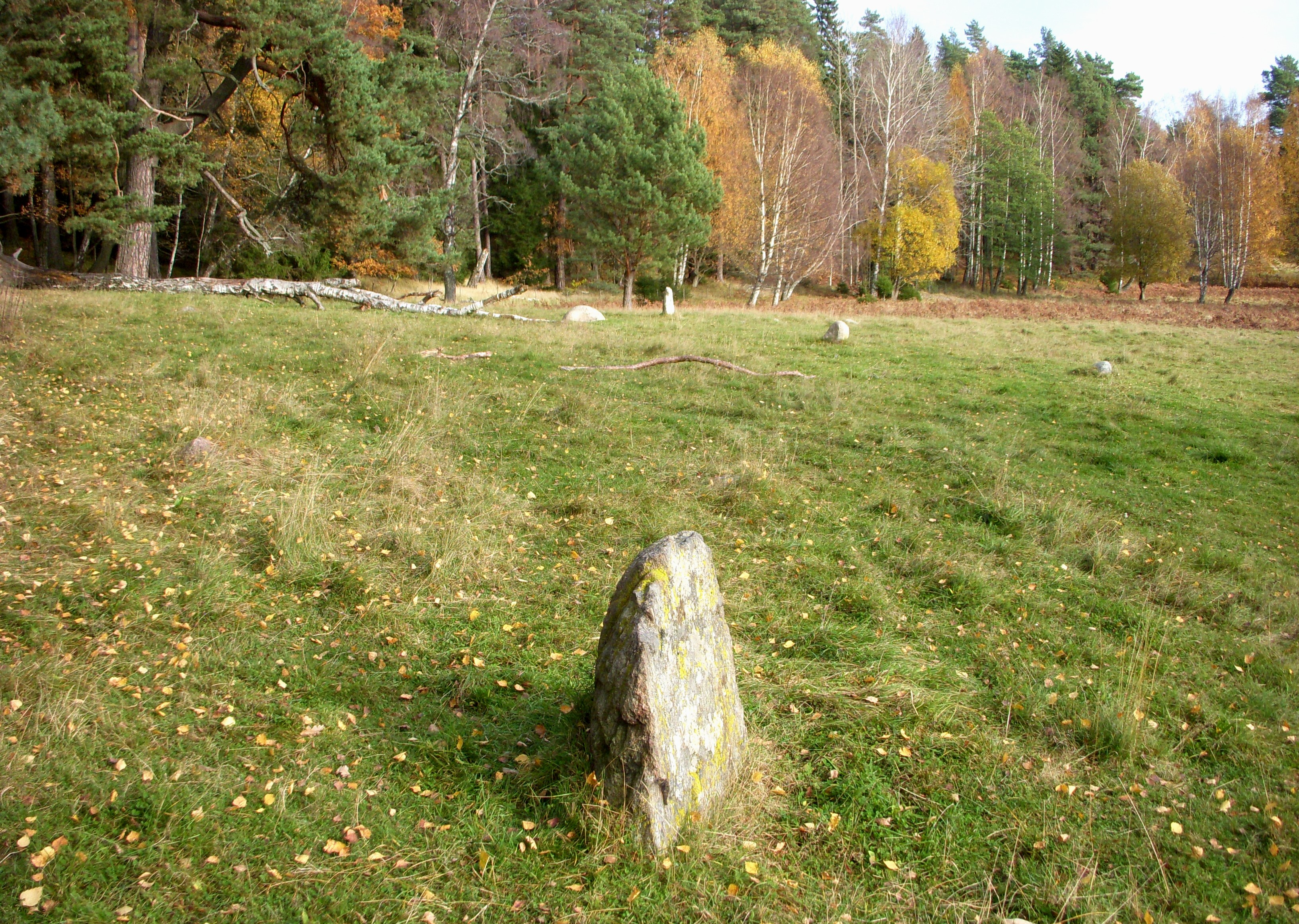
Söderby fornminnesområde